# Contes, Alpes-Maritimes

Contes este o comună în departamentul Alpes-Maritimes din sud-estul Franței. În 1 ianuarie 2022 avea o populație de 7.722 de locuitori.